# Paul von Scherff
Paul Friedrich August François von Scherff (Frankfurt am Main, 14 juli 1820 - Luxemburg, 22 juli 1899), was een Luxemburgs politicus.

## Achtergrond, opleiding en vroege carrière
Jhr. Paul von Scherff was een telg uit het geslacht Von Scherff en de zoon van jhr. Friedrich von Scherff (1789-1869), geheimraad van koning Willem III der Nederlanden en gezant van Nederland aan het hof van Luxemburg.
Von Scherff studeerde rechten in Duitsland en vestigde zich na zij studie als advocaat in het Groothertogdom Luxemburg. Hierna was hij procureur-generaal van het hooggerechtshof. Vanaf 1854 was hij president van het hooggerechtshof.

## Politieke carrière
Paul von Scherff was van 21 oktober 1840 tot 1 januari 1842 als assistent aan de Regering-Gellé verbonden. Van 24 juni 1856 tot 11 november 1858 was hij administrateur-generaal van Openbare Werken en Spoorwegen. Van 1869 tot 1871 en van 1886 tot 1892 was Von Scherff lid van de Kamer van Afgevaardigden (Chambre des Députés) en van 1870 tot 1871 was hij haar voorzitter.
Toen in de jaren 1870 en 1880 de vestingmuren van Luxemburg-Stad werden afgebroken maakte Von Scherff deel uit van het adviescomité van het ministerie van Openbare Werken welke een begin maakte aan de modernisering van de stad.

## Familie
Von Scherff was getrouwd met Marie Pescatore (1819-1894), dochter van de industrieel Antoine Pescatore. Het echtpaar kreeg 3 zoons en 3 dochters. Van hun dochters was jkvr. Louise von Scherff getrouwd met de industrieel Jules Collart, heer van Dommeldange, en jkvr. Marguérite von Scherff met de schilder Karl Freiherr von Pidoll zu Quintenbach.

## Verwijzingen
1. ↑  Ook Paul de Scherff genaamd
2. ↑  Nederland's Adelsboek 1917, blz. 54